# Sucé-sur-Erdre
Sucé-sur-Erdre est une commune de l'Ouest de la France, située dans le département de la Loire-Atlantique, en région Pays de la Loire.
Elle fait partie de la Bretagne historique, située en Pays nantais, un des pays traditionnels de Bretagne.

## Géographie

### Situation

Situation de la commune de Sucé-sur-Erdre dans le département de la Loire-Atlantique.

Sucé-sur-Erdre est situé dans la vallée de l'Erdre, à 15 km au nord de Nantes (centre).
Les communes limitrophes sont Casson, Nort-sur-Erdre, Petit-Mars, Saint-Mars-du-Désert, Carquefou, La Chapelle-sur-Erdre et Grandchamp-des-Fontaines.
Selon le classement établi par l'Insee en 1999, Sucé-sur-Erdre est une commune urbaine monopolarisée qui fait partie de l'aire urbaine de Nantes et de l'espace urbain de Nantes-Saint-Nazaire (cf. Liste des communes de la Loire-Atlantique). Elle est la seule commune de son unité urbaine
| Casson                   | Nort-sur-Erdre        | Petit-Mars           |
| Grandchamp-des-Fontaines | Sucé-sur-Erdre        | Saint-Mars-du-Désert |
| La Chapelle-sur-Erdre    | La Chapelle-sur-Erdre | Carquefou            |

### Climat
Pour des articles plus généraux, voir Climat des Pays de la Loire et Climat de la Loire-Atlantique.
En 2010, le climat de la commune est de type climat océanique franc, selon une étude du CNRS s'appuyant sur une série de données couvrant la période 1971-2000. En 2020, Météo-France publie une typologie des climats de la France métropolitaine dans laquelle la commune est exposée à un climat océanique et est dans la région climatique  Bretagne orientale et méridionale, Pays nantais, Vendée, caractérisée par une faible pluviométrie en été et une bonne insolation. 
Pour la période 1971-2000, la température annuelle moyenne est de 12,1 °C, avec une amplitude thermique annuelle de 13,7 °C. Le cumul annuel moyen de précipitations est de 763 mm, avec 12,4 jours de précipitations en janvier et 6,1 jours en juillet. Pour la période 1991-2020, la température moyenne annuelle observée sur la station météorologique de Météo-France la plus proche, sur la commune de Nort-sur-Erdre à 11 km à vol d'oiseau, est de 12,4 °C et le cumul annuel moyen de précipitations est de 760,4 mm,. Pour l'avenir, les paramètres climatiques de la commune estimés pour 2050 selon différents scénarios d'émission de gaz à effet de serre sont consultables sur un site dédié publié par Météo-France en novembre 2022.

## Urbanisme

### Typologie
Au 1er janvier 2024, Sucé-sur-Erdre est catégorisée ceinture urbaine, selon la nouvelle grille communale de densité à sept niveaux définie par l'Insee en 2022.
Elle appartient à l'unité urbaine de Sucé-sur-Erdre, une unité urbaine monocommunale constituant une ville isolée,. Par ailleurs la commune fait partie de l'aire d'attraction de Nantes, dont elle est une commune de la couronne,. Cette aire, qui regroupe 116 communes, est catégorisée dans les aires de 700 000 habitants ou plus (hors Paris),.

### Transports
Avec la réouverture de la ligne de Nantes-Orléans à Châteaubriant sous la forme d'un tram-train, intervenue le 28 février 2014, la gare de Sucé-sur-Erdre est desservie par, :
- 23 aller-retours quotidiens avec celle de Nantes, en 27 minutes ;
- 16  aller-retours quotidiens avec la gare de Nort-sur-Erdre, en 9 minutes ;
- 7  aller-retours quotidiens avec la gare de Châteaubriant, en 40 minutes.

## Toponymie
Le nom de la localité est attesté sous les formes Sulce en 952, Succe au XIe siècle.
Il s'agit sans doute d'une formation toponymique en -(i)acum semblable à Sucy-en-Brie (Seine-et-Oise, Sulciacum), -(i)acum est un suffixe d'origine gauloise marquant l'emplacement ou la propriété, qui a donné diverses terminaisons -y de manière générale au nord et -é à l'ouest. Le premier élément Sulc- représente l'anthroponyme latin Sulcius.
Le nom gallo de la commune est Sucë et se prononce [sysə],.
La forme bretonne proposée par l'Office public de la langue bretonne est Sulieg. Elle basée sur Sulciacum, le suffixe -(i)eg étant l'équivalent néo-breton du suffixe -(i)acum. Ils remontent tous deux au celtique commun *(i)ako-.

## Histoire
À la fin du Moyen Âge et au XVIe siècle, le territoire de la paroisse est réparti entre deux seigneuries, l'une appartenant à l'évêché de Nantes (la régaire), l'autre aux seigneurs de Blain, qui à cette époque sont d'une branche des Rohan. Les évêques de Nantes ont ici une résidence d'été, le manoir de Montretrait. Le fief des Rohan concerne notamment le manoir de l'Onglette, le château de Nay et le château de Procé.
Sucé joue un rôle important dans l'histoire du protestantisme à Nantes, dans la mesure où les Rohan deviennent calvinistes et assurent leur protection à leurs coreligionnaire partout où ils le peuvent. Compte tenu de la proximité de Nantes, les calvinistes établissent à Sucé un lieu de culte dès les années 1560. Ils établissent leur temple dans un ensemble de bâtiments appelé la Cour Gaillard.
Après la publication de l'édit de Nantes (1598), Sucé est choisi par les réformés nantais pour être leur lieu de culte officiel, tout culte public protestant étant interdit dans un rayon de 3 lieues autour des remparts de la ville de Nantes, dont les habitants, partisans de la Ligue catholique et du duc de Mercœur dans les années 1590, restent massivement hostiles aux protestants. Sucé a de surcroît l'avantage d'être facilement accessible grâce à l'Erdre. Jusqu'en 1685, les protestants de Nantes viennent donc chaque dimanche à Sucé pour assister à l'office.
En 1677, l'évêque de Nantes ordonne la destruction du château.
En 1685, le culte protestant prend fin à la suite de la révocation de l'édit de Nantes par Louis XIV.
Par ailleurs, on peut noter la présence au XVIIe siècle de la famille Descartes au château de Chavagne, à la suite du remariage du père de René Descartes, qui a donc passé une partie de son enfance à Sucé.
En 1793, la commune de Sussé (selon l'orthographe de l'époque) est créée.

## Population et société

### Démographie

#### Évolution démographique
L'évolution du nombre d'habitants est connue à travers les recensements de la population effectués dans la commune depuis 1793. Pour les communes de moins de 10 000 habitants, une enquête de recensement portant sur toute la population est réalisée tous les cinq ans, les populations de référence des années intermédiaires étant quant à elles estimées par interpolation ou extrapolation. Pour la commune, le premier recensement exhaustif entrant dans le cadre du nouveau dispositif a été réalisé en 2008.

En 2022, la commune comptait 7 457 habitants, en évolution de +7,17 % par rapport à 2016 (Loire-Atlantique : +6,68 %, France hors Mayotte : +2,11 %).
| 1793  | 1800  | 1806  | 1821  | 1831  | 1836  | 1841  | 1846  | 1851  |
| ----- | ----- | ----- | ----- | ----- | ----- | ----- | ----- | ----- |
| 1 785 | 1 661 | 1 645 | 1 804 | 1 984 | 2 046 | 2 119 | 2 255 | 2 367 |

| 1856  | 1861  | 1866  | 1872  | 1876  | 1881  | 1886  | 1891  | 1896  |
| ----- | ----- | ----- | ----- | ----- | ----- | ----- | ----- | ----- |
| 2 313 | 2 302 | 2 313 | 2 295 | 2 380 | 2 425 | 2 515 | 2 522 | 2 507 |

| 1901  | 1906  | 1911  | 1921  | 1926  | 1931  | 1936  | 1946  | 1954  |
| ----- | ----- | ----- | ----- | ----- | ----- | ----- | ----- | ----- |
| 2 320 | 2 195 | 2 152 | 1 918 | 1 851 | 1 764 | 1 719 | 1 759 | 1 803 |

| 1962  | 1968  | 1975  | 1982  | 1990  | 1999  | 2006  | 2008  | 2013  |
| ----- | ----- | ----- | ----- | ----- | ----- | ----- | ----- | ----- |
| 1 738 | 1 696 | 2 346 | 4 135 | 4 806 | 5 868 | 6 111 | 6 172 | 6 590 |

| 2018  | 2022  | - | - | - | - | - | - | - |
| ----- | ----- | - | - | - | - | - | - | - |
| 7 087 | 7 457 | - | - | - | - | - | - | - |

#### Pyramide des âges
La population de la commune est relativement jeune.
En 2018, le taux de personnes d'un âge inférieur à 30 ans s'élève à 33,0 %, soit en dessous de la moyenne départementale (37,3 %). À l'inverse, le taux de personnes d'âge supérieur à 60 ans est de 25,0 % la même année, alors qu'il est de 23,8 % au niveau départemental.
En 2018, la commune comptait 3 506 hommes pour 3 581 femmes, soit un taux de 50,53 % de femmes, légèrement inférieur au taux départemental (51,42 %).
Les pyramides des âges de la commune et du département s'établissent comme suit.
| Hommes | Classe d’âge | Femmes |
| ------ | ------------ | ------ |
| 0,5    | 90 ou +      | 1,3    |
| 5,6    | 75-89 ans    | 6,9    |
| 18,2   | 60-74 ans    | 17,7   |
| 23,4   | 45-59 ans    | 24,0   |
| 17,7   | 30-44 ans    | 18,6   |
| 14,2   | 15-29 ans    | 12,5   |
| 20,4   | 0-14 ans     | 19,0   |

| Hommes | Classe d’âge | Femmes |
| ------ | ------------ | ------ |
| 0,6    | 90 ou +      | 1,8    |
| 6      | 75-89 ans    | 8,6    |
| 15,1   | 60-74 ans    | 16,4   |
| 19,4   | 45-59 ans    | 18,8   |
| 20,1   | 30-44 ans    | 19,3   |
| 19,2   | 15-29 ans    | 17,4   |
| 19,5   | 0-14 ans     | 17,6   |

## Économie

### Revenus de la population et fiscalité
En 2010, le revenu fiscal médian par ménage était de 44 818 €, ce qui plaçait Sucé-sur-Erdre au 899e rang parmi les 31 525 communes de plus de 39 ménages en métropole et au premier rang du département de Loire-Atlantique.

## Politique et administration

### Liste des maires
| Période                                  | Période               | Identité                               | Étiquette                 | Qualité                                                                         |
| ---------------------------------------- | --------------------- | -------------------------------------- | ------------------------- | ------------------------------------------------------------------------------- |
| 1790                                     |                       | Pierre Chambert                        |                           |                                                                                 |
| 1790 ou 1791                             |                       | Laurent (Le) Vacher                    | conservateur              | Marchand de draps de soie, propriétaire de la Hautière                          |
| 1792                                     |                       | Jean-François Yvelin                   |                           |                                                                                 |
| 1793                                     |                       | Alexandre Bonraisin                    |                           |                                                                                 |
| 1795                                     | 1799                  | Michel Rivron et Jean Chesneau         |                           |                                                                                 |
| 1800                                     |                       | Le Gros                                |                           | Propriétaire de la Papinière                                                    |
| 1807                                     |                       | M. de Carheil                          |                           | Propriétaire du château de Launay                                               |
| 1819                                     |                       | Claude Prudent Luzeau de La Mulonnière |                           |                                                                                 |
| 1830                                     |                       | Jean-Pierre Guichard                   |                           |                                                                                 |
| 1834                                     |                       | Humanité Yvelin                        |                           |                                                                                 |
| 1837                                     |                       | Joseph Salmon                          |                           |                                                                                 |
| 1839                                     | 1861                  | Jean-Baptiste Dupont                   |                           |                                                                                 |
| 1861                                     | 1870                  | Jean-Baptiste Brault                   |                           |                                                                                 |
|                                          |                       | Gravaud                                |                           |                                                                                 |
| 1938                                     | 1950                  | Roger Ertault de La Bretonnière        |                           |                                                                                 |
| avril 1950                               | mars 1965             | Moïse Foucaud                          |                           | Ancien premier adjoint                                                          |
| mars 1965                                | mars 1974 (démission) | René Baudeau                           |                           | Agent commercial                                                                |
| avril 1974                               | mars 1977             | Michel Maury                           | DVD                       | Gérant de société                                                               |
| mars 1977                                | mars 1983             | Guy Joyau                              | DVD                       | Ingénieur général retraité                                                      |
| mars 1983                                | mars 2001             | Serge Drouet                           | DVD                       | Pharmacien                                                                      |
| mars 2001                                | mars 2008             | Dominique Meluc                        | DVD                       | Concepteur informatique                                                         |
| mars 2008                                | mars 2014             | Daniel Châtellier                      | PS                        | Technicien informatique                                                         |
| mars 2014                                | février 2023          | Jean-Louis Roger                       | UDI puis SE puis Horizons | Chef d'entreprise retraité Décédé en fonction                                   |
| 3 mars 2023                              | En cours              | Julien Le Métayer                      | Horizons                  | Ingénieur en informatique et électronique Ancien adjoint au maire (2020 → 2023) |
| Les données manquantes sont à compléter. |                       |                                        |                           |                                                                                 |

### Jumelages
- Bliesransbach (Allemagne)
- Cricklade (Royaume-Uni)

## Culture et patrimoine

### Lieux et monuments

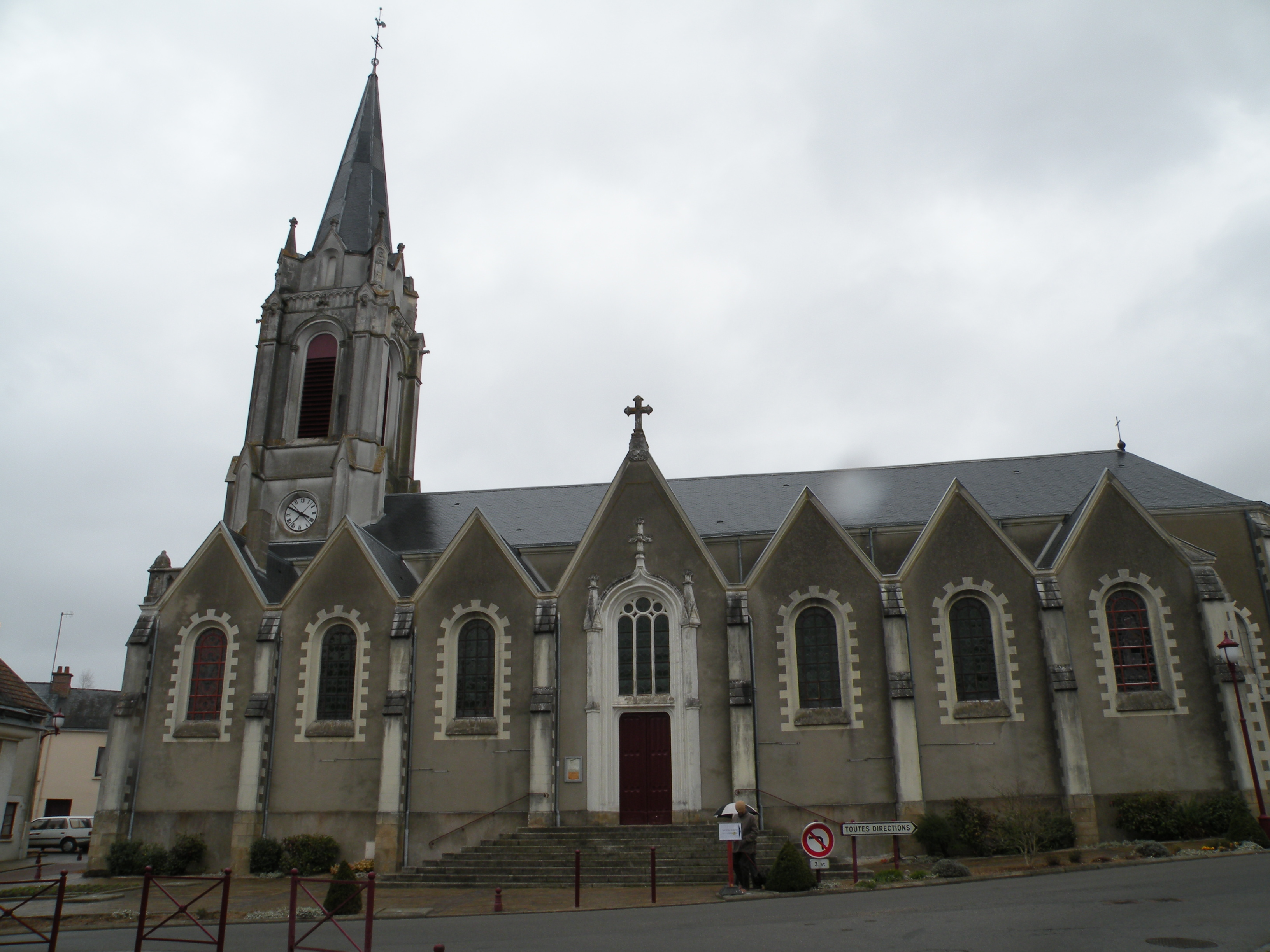
L'église Saint-Étienne.
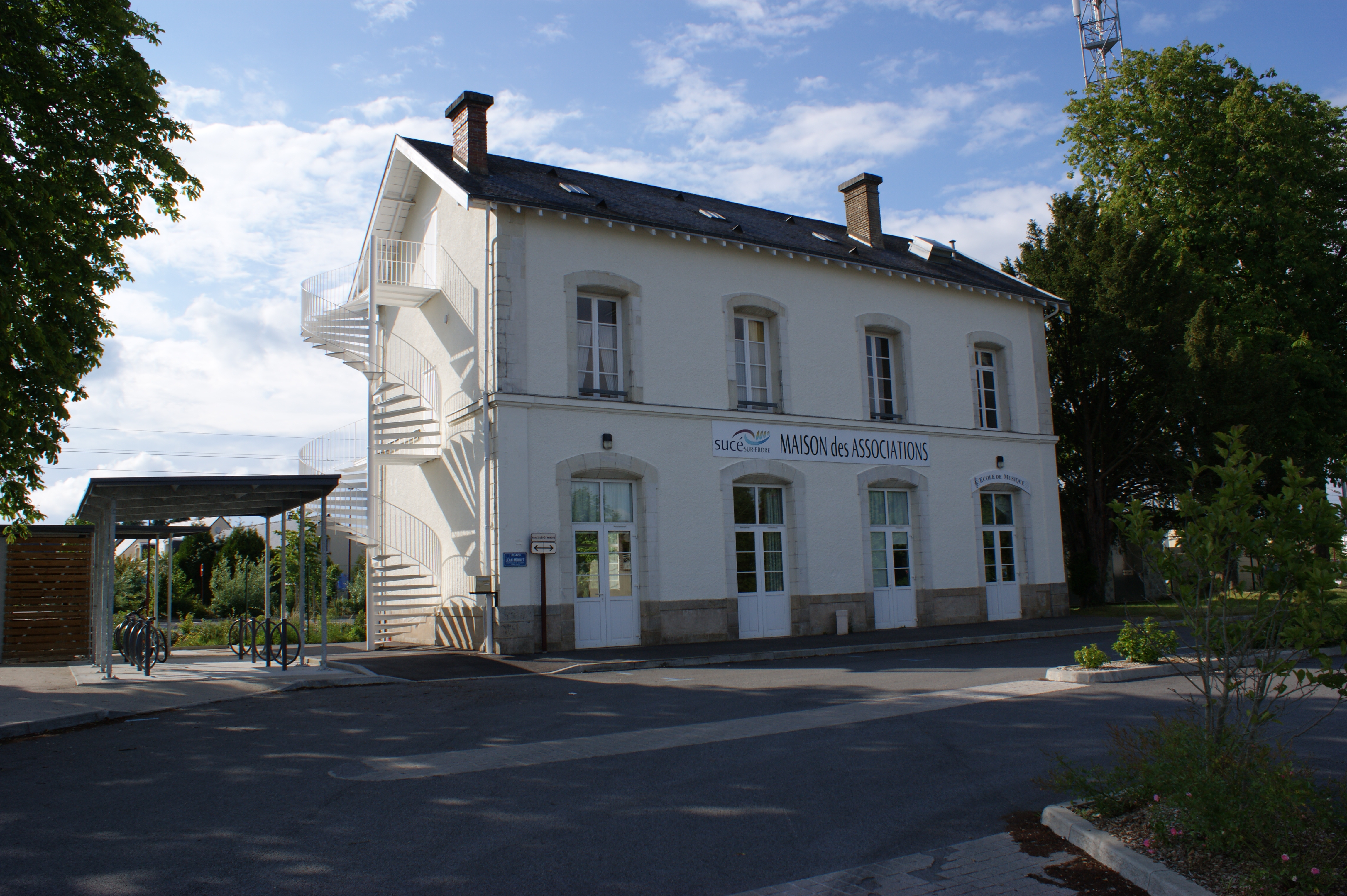
L'ancienne gare, actuelle maison des associations.
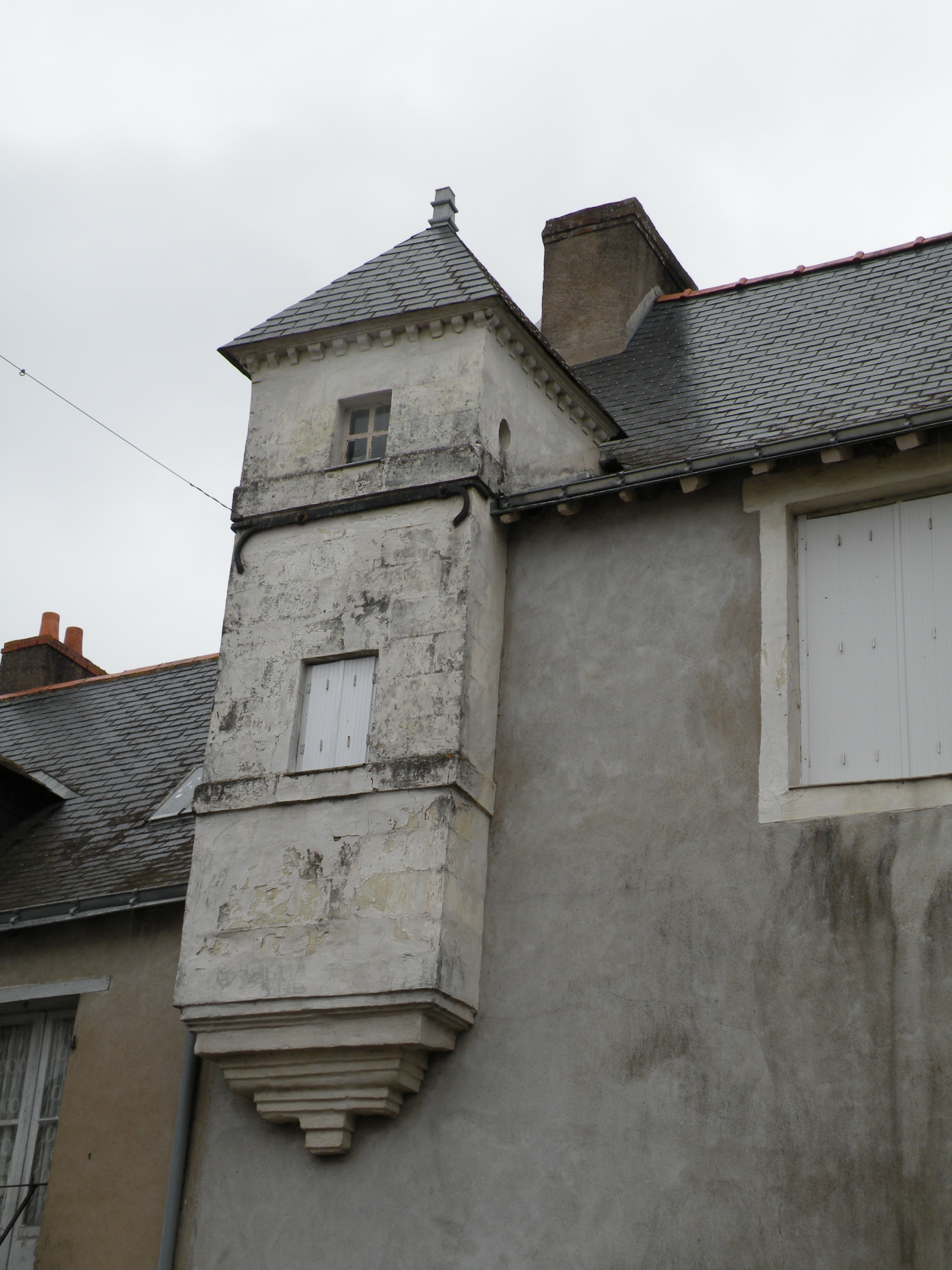
Une maison du centre-ville.
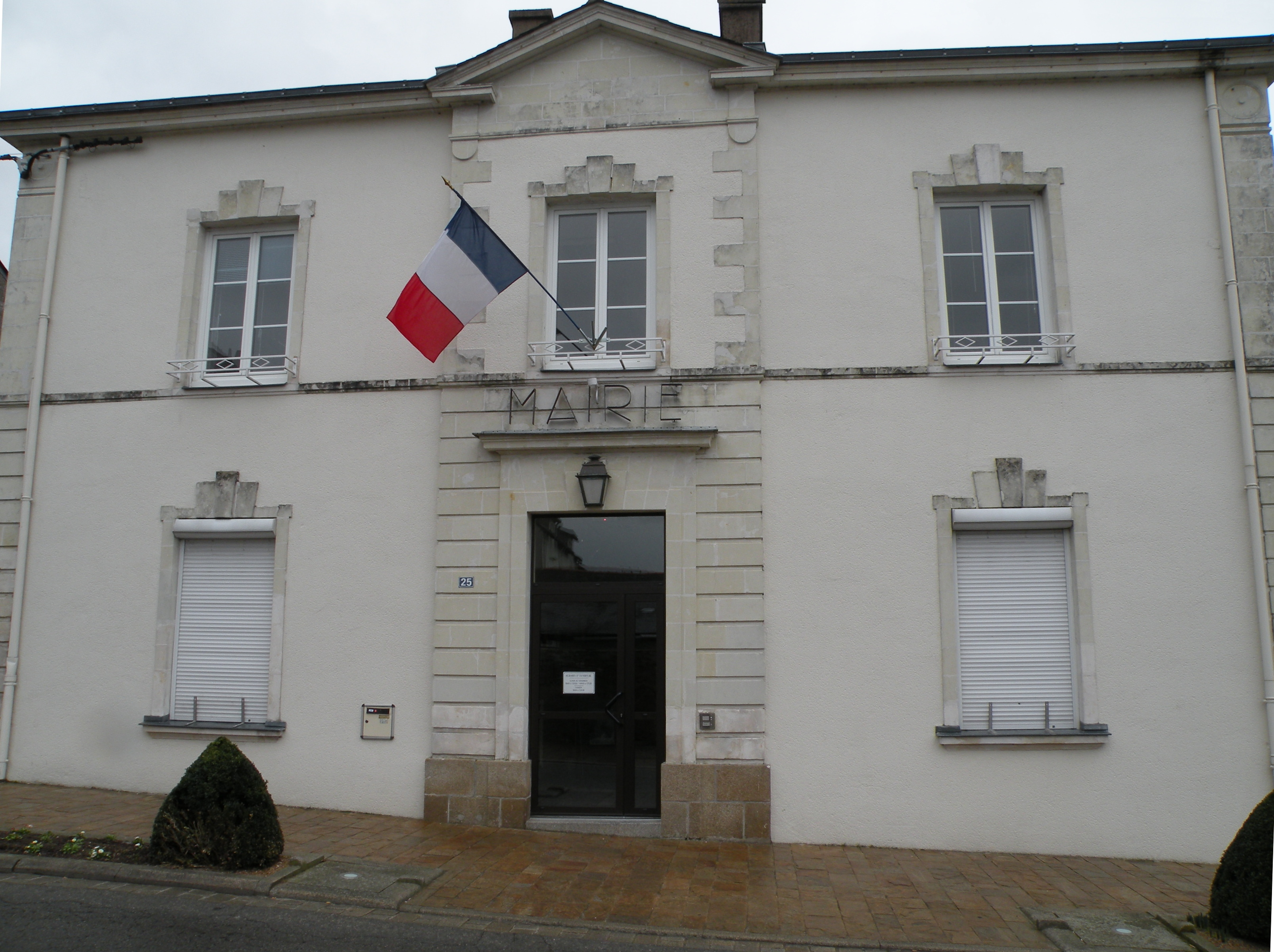
La mairie.

- Maisons anciennes au bourg : tour Gaillard, tour des Protestants.
- Tour Saint-Georges 1884.
- Château de Launay : façades et toitures inscrites par arrêté du 31 janvier 1967[31].
- Château de Chavagne, du XVe siècle : inscrit partiellement par arrêté du 30 novembre 1994[32].
Le château de Chavagne appartient au XVIe siècle à la famille Morin puis par mariage à la famille Descartes ; un descendant de Joachim Descartes le revend en 1688 à Claude Luzeau.
- Demeure de Bas-Jaille : construite en 1428 par Jehan Guyolle, Sénéchal de Ploërmel, Alloué de Nantes, est achetée en 1617 par Joachim Descartes (fils) et revendue en 1698 à Louis Alexandre.
- Demeure de Cour-Gaillard : ensemble bâti par les calvinistes à la fin du XVIe siècle autour de leur lieu de culte.
- Manoir de l'Onglette et château du Nay : correspondent à des lieux relevant du fief des Rohan au XVIe siècle. Le château de Nay, avec chapelle flanquée d'une tour-pigeonnier, est une ancienne propriété des familles de Pontual et de Cornulier ; les deux ailes ouest sont construites en 1849 par Théodore de Cornulier-Lucinière et l'aile en 1870 par son gendre Rogatien de Lambilly. Il passe en 1956 aux Faucher de Corn.
- Château de Jaille, du XVIIIe siècle.
- Manoir de Logné, du XVIe siècle, ancienne propriété des familles Moriceau de Logné, Le Deist de Kérivalan, des Bordes.
- Manoir de Longle.
- Château du Port-Hubert, propriété successivement de la famille Walsh, de Thomas Dobrée et de la famille Bureau.
- Nombreux châteaux du XIXe siècle :
  - Château de Blanc-Verger
  - Manoir la de Baraudière, ancienne propriété des familles Herbert de La Bernadière et Rolland
  - Manoir du Bois-Mellet, ancienne propriété de la famille Ertaud de La Papinière.
  - Villa de la Châtaigneraie, construite en 1860 par l'architecte Valette pour Guillaume Leray, ancien maire de Saint-Viaud, par démembrement de la Papinière.
  - Château de Montretrait (résidence d'été des évêques de Nantes)
  - Château de la Claverie, construit pour la famille Claveau. Propriété ensuite de la famille Allard de Grandmaison, du général Jean Marion de Beaulieu (1858), de Georges Ganuchaud (1890), qui le fait remanier par l'architecte Bougouin.
  - Château des Rochettes, ancienne propriété des familles Rolland, Williamson
  - Château de la Guillonnière
  - Manoir du Bel-air, propriété construite vers 1840 par la famille Eugène Ducos qui sera vendu dans les années 1950.
- Moulin à vent de La Touche, du XIXe siècle.
- L'église Saint-Étienne, reconstruite au XIXe siècle sur l'emplacement de l'ancienne, de style roman.
- Le parc Georges-Ganuchaud : ouvert il y a un peu plus d'une dizaine d'années[Quand ?], ce parc forestier permet des promenades au fil de l'Erdre. On peut y apercevoir la tour Saint-Georges (voir plus haut). L'arboretum, plus récent, permet d'en savoir plus sur la flore des bords de l'Erdre. Georges Ganuchaud, célèbre architecte a épousé Gabrielle Ecomard « de Boisfoucaud ».

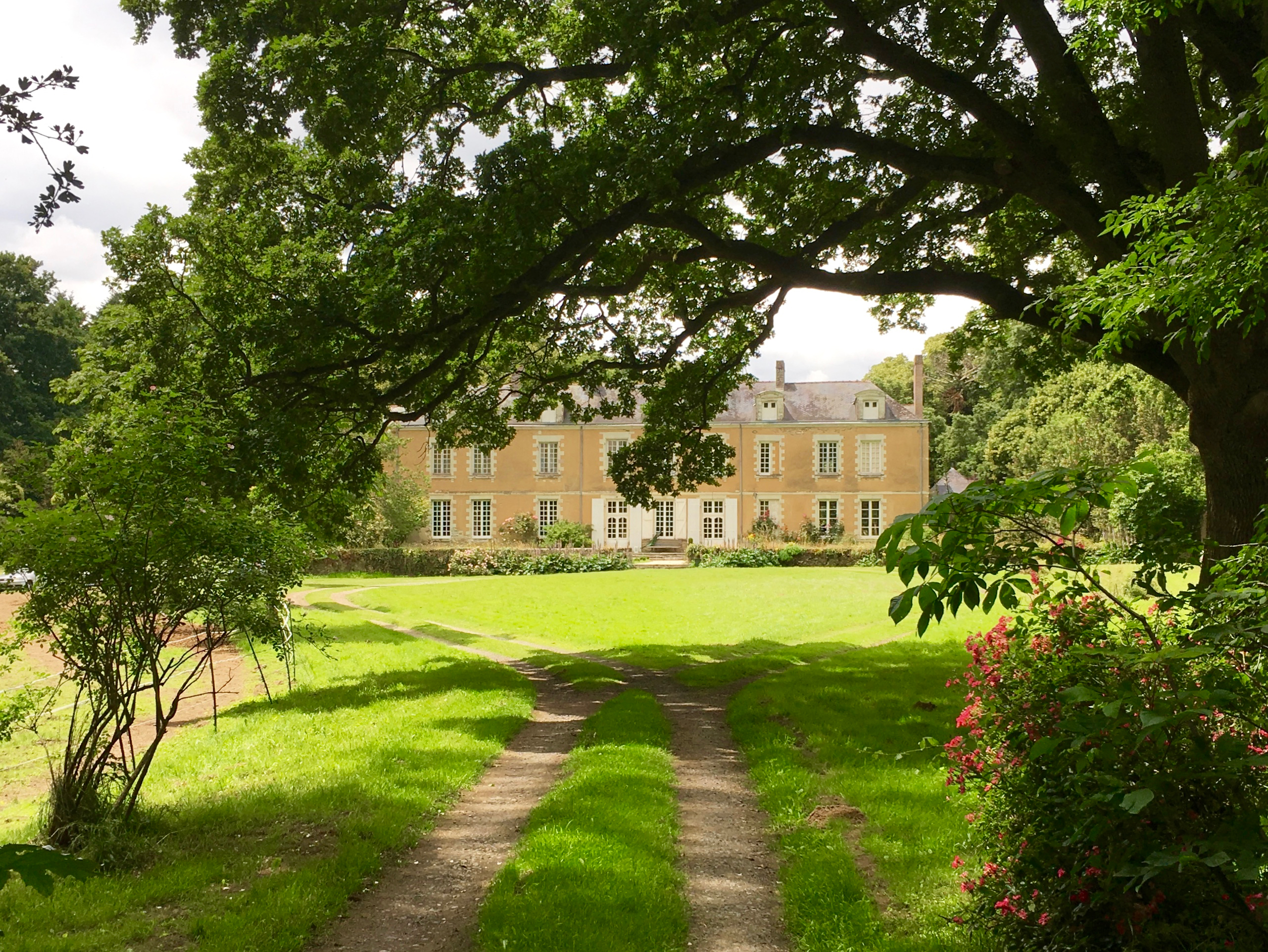
Château de Launay
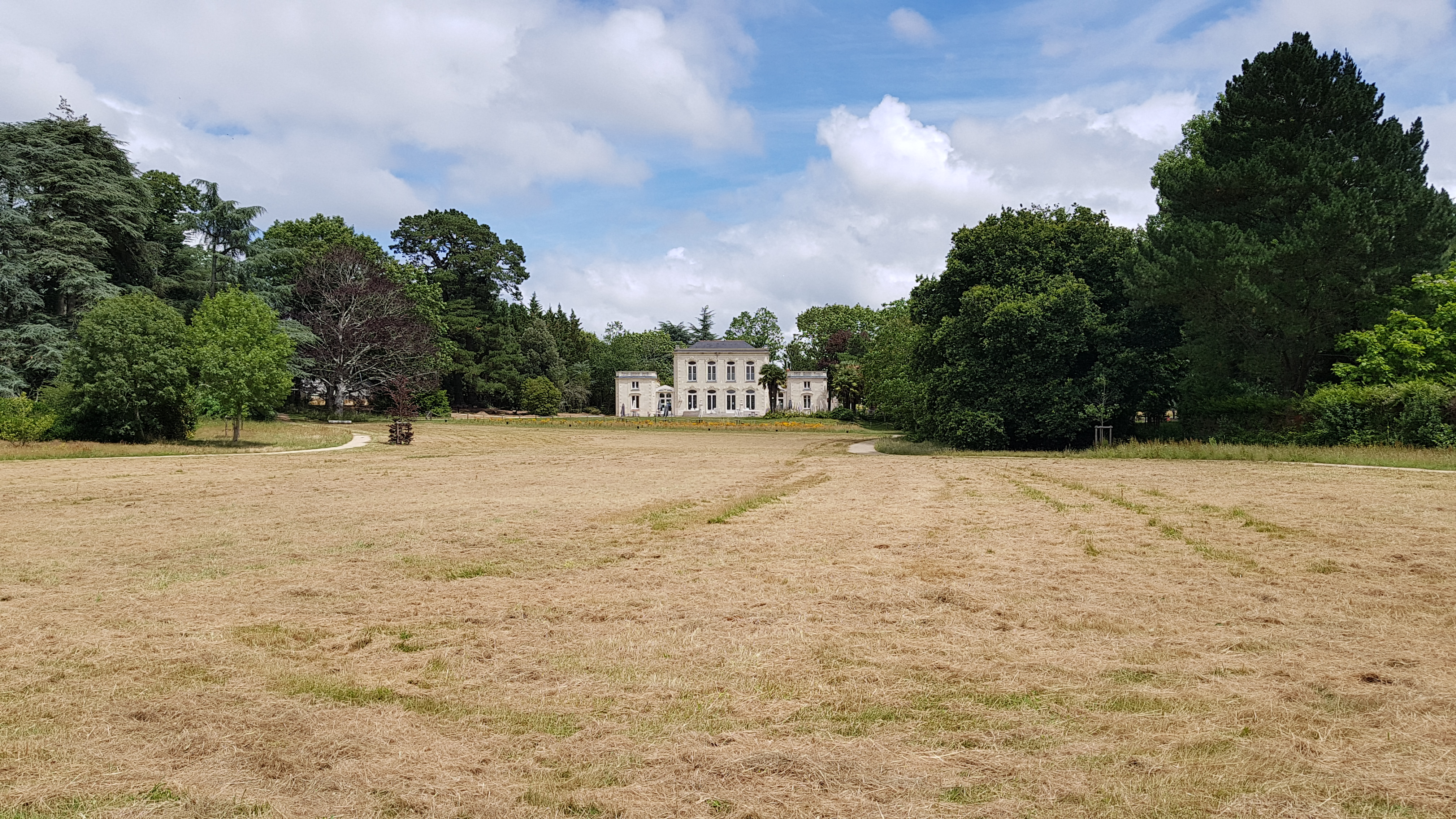
Manoir de La Châtaigneraie
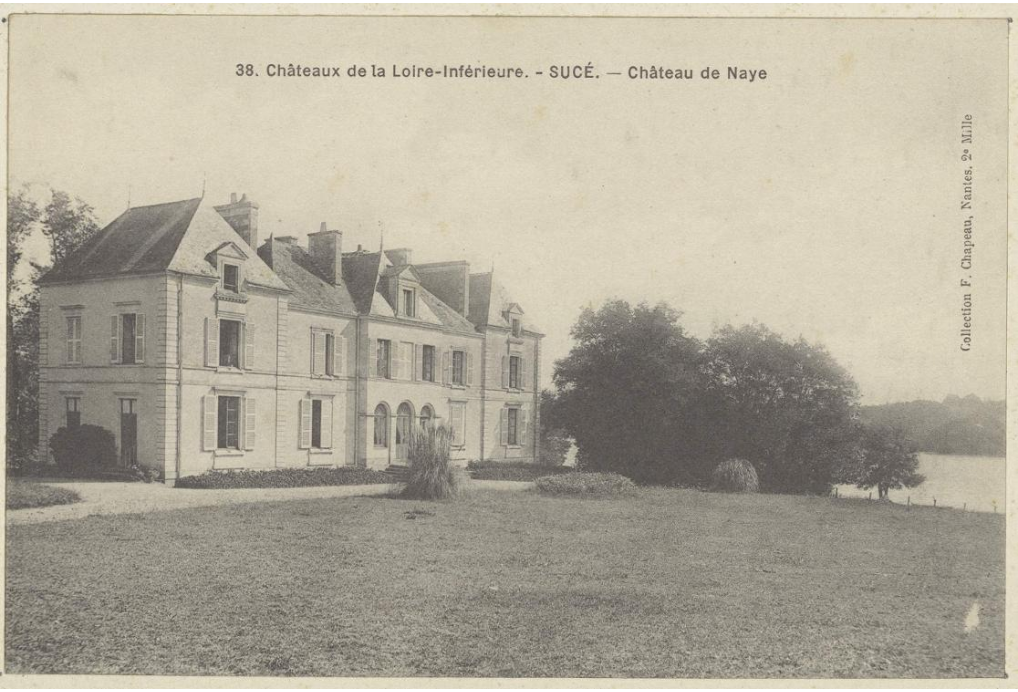
Château de Naye
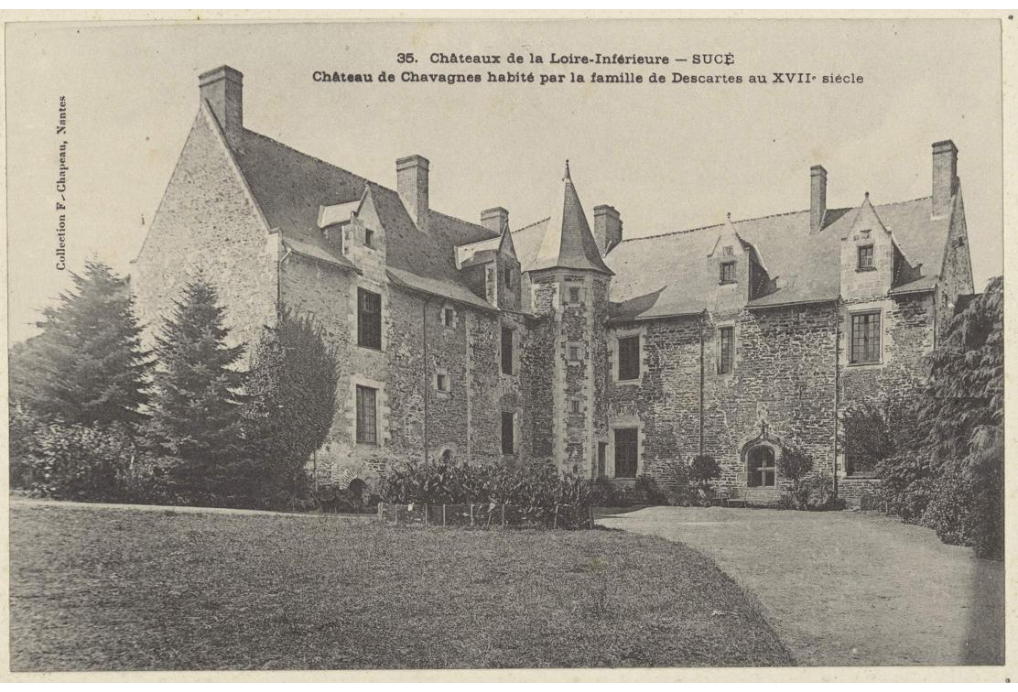
Château de Chavagnes
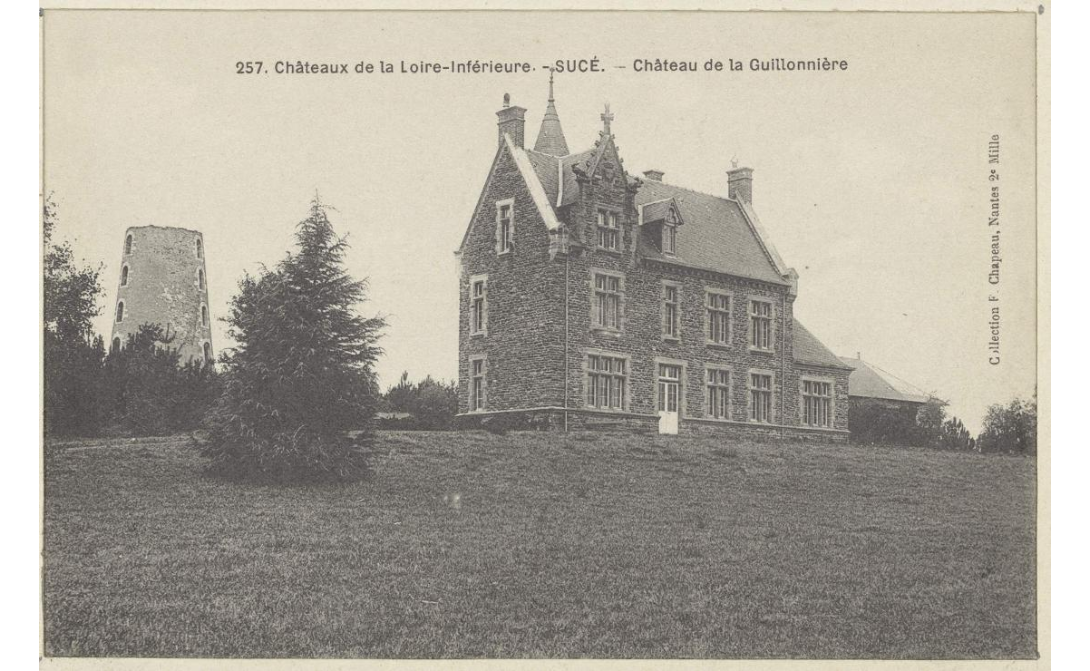
Château de la Guillonnière
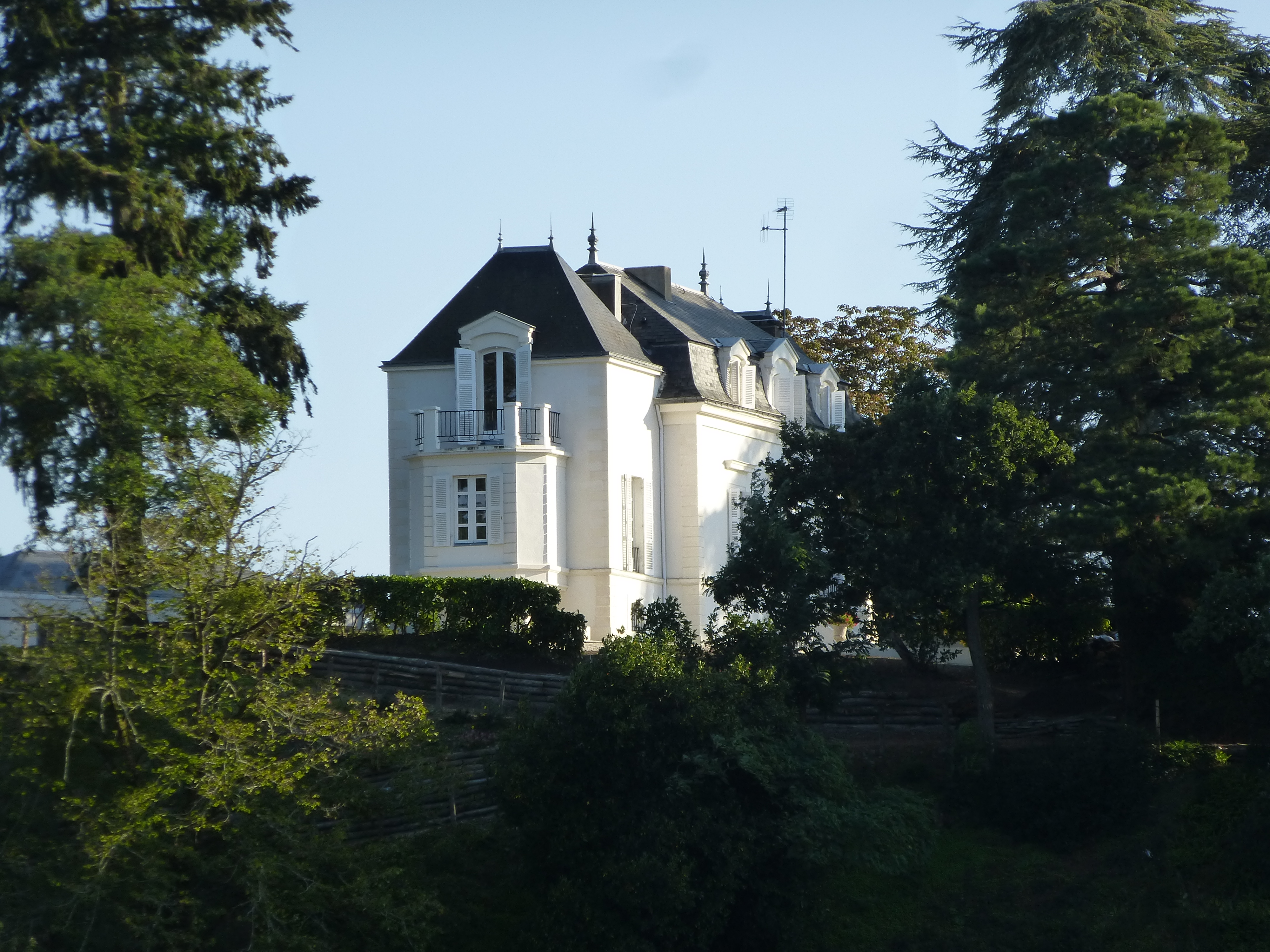
Propriété sur les rives de l'Erdre

#### Patrimoine naturel
La réserve naturelle régionale de la tourbière de Logné se trouve en partie sur la commune.

#### Autres monuments
- Le voilier Le Vezon, classé monument historique en 1997, et le voilier Le Vétille, également classé monument historique en 1994.

### Héraldique
| Blason | Blasonnement : D'azur au pont mouvant des flancs soutenu d'une tierce ondée, le tout d'argent ; au chef du même chargé d'une feuille de nénuphar de sinople accompagnée de deux mouchetures d'hermine de sable. Commentaires : Les mouchetures d'hermine évoquent le blasonnement d'hermine plain de la Bretagne, rappelant l'appartenance passée de la ville au duché de Bretagne. Blason conçu par M. Ganuchaud et l'héraldiste Michel Pressensé (délibération municipale du 5 mars 1981). |

### Festivals
- Les Rendez-vous de l'Erdre.
- Le festival Artistes en Erdre, qui met en avant les artistes locaux ainsi que les arts de rues le 2e samedi du mois de juin depuis 2009.
- Les voiles de l'Erdre : avec la régate de la remontée de l'Erdre.
- Le Téléthon (Sucé en devint une des villes ambassadrices en 2011).
- Un Salon du Livre Jeunesse[33] organisé par la Communauté de communes d'Erdre et Gesvres depuis 2005.

### Personnalités
- Jean Morin de La Sorinière, maire de Nantes, propriétaire du château de Chavagne
- René Descartes a séjourné à plusieurs reprises à Sucé, au château de Chavagne, où est mort son père Joachim (qui s'est remarié avec Anne Morin, propriétaire de la demeure) ; le nom et la signature du philosophe apparaissent dans les registres paroissiaux de Sucé (1617, 1644).
- Les grands-parents paternels d'Aristide Briand, Guillaume Briand et Marie-Louise Benateau, sont originaires de la commune.
- Le Bienheureux Henri-Auguste Luzeau de la Mulonnière (1762- 1792) ; prêtre et martyr, il fut massacré dans le prison des Carmes à Paris, lors des Massacres de Septembre.
- Guy Delavau, préfet de police de Paris
- Jean Marion de Beaulieu, général, propriétaire du château de la Claverie.
- Thomas Dobrée, propriétaire du château du Port-Hubert
- Georges Courtois, criminel français connu pour avoir pris en otage la cour d'assises de Nantes en 1985 avec deux complices, était jugé ce jour-là pour avoir commis le braquage d'une banque de Sucé-sur-Erdre.
- Le Costarmoricain Alain Le Guen y est décédé en 2016.
- Germaine Le Goff, institutrice et éducatrice.
- Jimmy Le Baut, navigateur et skipper.